# Josh Hazlewood
Josh Hazlewood (nacido el 8 de enero de 1991) es un jugador de críquet australiano. En noviembre de 2015, Hazlewood se convirtió en el primer jugador en lograr el premio al jugador del partido en un partido de Test Cricket de día y noche. En abril de 2018, Cricket Australia le otorgó un contrato nacional para la temporada 2018-19. En enero de 2022, Hazlewood fue nombrado en el equipo del año Twenty20 masculino del Consejo Internacional de Críquet para el año 2021.

## Trayectoria deportiva
El 22 de junio de 2010, Hazlewood hizo su debut en One Day International para Australia contra Inglaterra. Hizo su debut en Twenty20 contra West Indies el 15 de febrero de 2013. El 17 de diciembre de 2014, Hazlewood hizo su debut en Test Cricket contra India. En la mega subasta de IPL de 2020, Chennai Super Kings compró Hazlewood antes de la IPL de 2020. En la Mega subasta de la IPL de 2022, fue comprado por Royal Challengers Bangalore.